# Chiến binh cầu vồng
Chiến binh cầu vồng (tiếng Indonesia: Laskar Pelangi) là tác phẩm văn học thiếu nhi nổi tiếng của nhà văn Indonesia Andrea Hirata.
Cuốn tiểu thuyết dựa trên những trải nghiệm thời thơ ấu của tác giả ở Belitung và được viết chỉ trong vỏn vẹn 6 tháng sau đó xuất bản lần đầu vào năm 2005. Cuốn sách đã bán được 5 triệu bản, với các ấn bản lậu bán được thêm 15 triệu bản. Nhờ thành công vang dội, cuốn sách kéo dài thêm 3 phần tiếp theo: Sang Pemimpi (The Dreamer), Edensor và Maryamah Karpov.
Tác phẩm là bức tranh chân thực về hố sâu ngăn cách giàu nghèo, là tác phẩm văn học truyền tải sâu sắc nhất ý nghĩa đích thực của việc làm thầy, việc làm trò và việc học.

## Nội dung
Chiến binh cầu vồng kể về câu chuyện có thật của những con người sống dưới đáy xã hội tại hòn đảo Belitung (Indonesia). Nghèo đói bủa vây người lớn khiến những đứa trẻ không được đến trường. Chúng phải lựa chọn: hoặc đi học hoặc kiếm tiền nuôi sống gia đình. Nếu từ bỏ quyền đi học, những đứa trẻ sớm sẽ trở thành công nhân, như thế hệ cha mẹ chúng, lao vào công cuộc kiếm tiền khốc liệt. Nếu không, những đứa trẻ buộc đánh cược cả tính mạng để đến trường. Mỗi ngày, chúng đạp xe 40 km, vượt qua đầm cá sấu chết người, để đến trường Tiểu học Muhammadiyah - ngôi trường nghèo nhất ở Belitung.
Muhammadiyah đã trụ vững ngay cả trong giông bão để che chở ước mơ của những đứa trẻ. Cậu bé Lintang khát khao trở thành nhà Toán học để cha mẹ tự hào; Nahar say mê âm nhạc, nghệ thuật; Sahara muốn đấu tranh cho nữ quyền; Ikal ước mơ làm giáo viên. Còn Akiong sẽ là một thuyền trưởng tài ba trong tương lai...
Nuôi dưỡng những ước mơ tươi đẹp ấy, là thầy Harfan và cô Mus đáng kính tại Muhammadiyah. Một thầy giáo "không chỉ truyền đạt kiến thức mà còn là người bạn và người dìu dắt tinh thần cho học sinh của mình". Một cô giáo khao khát được dạy học dù ở ngôi trường làng tồi tàn nhất và không hề được trả lương. Thầy Harfan và cô Mus đã mang đến cho những cô cậu học trò nghèo không chỉ kiến thức vô tận mà còn là tuổi thơ đẹp nhất, tình bạn đẹp nhất và tâm hồn phong phú.
Dù hiện thực nghiệt ngã, khổ đau và tiếc nuối nhưng đến cuối cùng, người đọc sẽ cảm nhận những hạt mầm hy vọng vẫn đang sinh sôi, những tia nắng vẫn đang le lói rọi đến tương lai của các nhân vật. Giáo dục vẫn luôn là một phép màu, ít nhất là khi con người còn đặt niềm tin vào phép màu ấy.
Chiến binh cầu vồng có cả tuổi học trò trong sáng lẫn những trò đùa tinh quái, cả nước mắt lẫn nụ cười. Một bức tranh chân thực về hố sâu ngăn cách giàu nghèo, một tác phẩm văn học cảm động truyền tải sâu sắc nhất ý nghĩa đích thực của việc làm thầy, việc làm trò và việc học.

## Chuyển thể
Tác phẩm được chuyển thể thành phim điện ảnh cùng tên vào năm 2008 bởi đạo diễn Riri Riza và Mira Lesmana; trở thành bộ phim Indonesia được xem nhiều nhất mọi thời đại, với 5 triệu khán giả xem trong thời gian chiếu rạp.